# 国民統一政府 (ハンガリー)

ハンガリー王国
Magyar Királyság (ハンガリー語)

国の標語: Regnum Mariae Patrona Hungariae（ハンガリー語）
マリアの王国、ハンガリーの保護者国歌: Hymn（ハンガリー語）
賛称

ハンガリーの地図

国民統一政府（こくみんとういつせいふ、Nemzeti Összefogás Kormánya [ˈnemzɛtiˌøsːsɛfogɑ̈ːʃ ˌkormɑ̈ːɲɒ]、挙国一致内閣とも）は、1944年10月から1945年5月までに存在した、ハンガリーにおけるナチス・ドイツの傀儡政権である。パンツァーファウスト作戦の後、1944年10月16日に設立された。矢十字党指導者サーラシ・フェレンツは首相、「総統（国民指導者）」として国家元首となった。政府の短い支配期間の間に、10万 - 15万のユダヤ人がハンガリーで殺害された。多くの女性や子供、高齢者など約8万のユダヤ人は、ハンガリーから追放されアウシュヴィッツ＝ビルケナウ強制収容所で死亡した。

## 政権樹立
第二次世界大戦末期、ハンガリーの統治者だったホルティ・ミクローシュ摂政は単独で連合国との講和を模索していたが、これを阻止しようとするドイツは1944年10月15日にパンツァーファウスト作戦を発動させた。翌16日、ホルティはドイツ軍に強要され、民族主義政党・矢十字党党首のサーラシ・フェレンツを首相に任命し摂政を退任、「亡命」の名目でドイツに連行された。サーラシは同日中に内閣を組閣し、16閣僚中半数を矢十字党のメンバーで固めた。また、「総統（国民指導者）」を名乗り事実上の元首に就任したが、王政を維持するとして引き続き「ハンガリー王国」の名称を用い、11月4日には自身とベレグフィ・カーロイ、ライニシュ・フェレンツ、チア・シャーンドルの4人で構成される摂政評議会の設立を議会に承認させた。
政権樹立後、サーラシはドイツに協力しユダヤ人の虐殺・強制移送を開始した。1年に満たない国民統一政府の統治期間中に数十万人のユダヤ人が虐殺され、1941年時点でハンガリーに居住していた80万人のユダヤ人のうち、敗戦時に生き残っていたのは20万人程だった。また、約2万8,000人のロマもユダヤ人と共に虐殺された。軍事面では総動員を布告し、工業・農業資源をドイツ国防軍に提供し、老人や少年を徴兵しソ連軍との戦闘に動員した。その一方で、サーラシは政治思想をまとめた著作の執筆や国内の視察に明け暮れたため、政務の大半は副首相のソルーシ・イェロが代行した。

## 政権崩壊

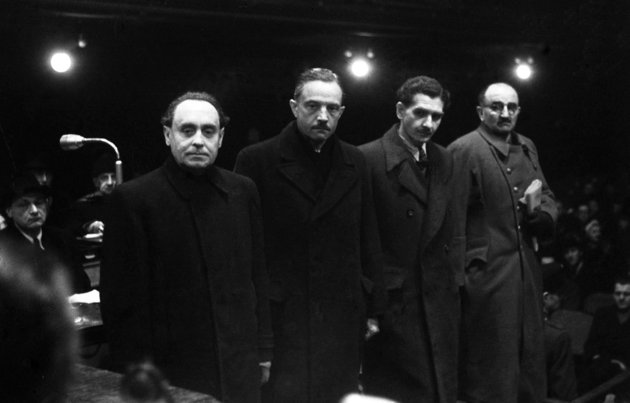
人民裁判の被告席に立つサーラシら国民統一政府閣僚

国民統一政府の支配圏はドイツの占領する地域に限定され、政権樹立時にはハンガリー領の大半はソビエト連邦に占領されていた。12月21日にはソ連軍の庇護を受けたダールノキ・ミクローシュ・ベーラ将軍を首相とするハンガリー臨時国民政府が樹立された。
1944年12月初旬、ソ連軍がブダペストに進軍すると国民統一政府閣僚はブダペストを離れ、ソンバトヘイに退避した。12月29日から開始されたブダペスト包囲戦にはハンガリー第1軍が参加したがソ連軍に圧倒され、1945年2月14日にはブダペストはソ連軍に制圧された。残存するハンガリー第3軍はドイツ軍の春の目覚め作戦に呼応してソ連軍に攻勢をかけ優勢になるが、3月16日にドイツ軍が敗走したことでハンガリー第3軍も敗走し、3月25日に部隊は壊滅し、ハンガリー全域は4月までにソ連軍・ハンガリー臨時国民政府によって占領された。ハンガリー第3軍の壊滅後、国民統一政府閣僚はウィーンに脱出し、ナチス・ドイツ崩壊に先立ち国民統一政府は事実上崩壊した。
ナチス・ドイツ崩壊後、サーラシはザルツブルクでアメリカ軍に投降し、各地で投降した閣僚らと共にハンガリーに送還され戦争犯罪で人民裁判に掛けられた。18閣僚の内、ユルチェク・ベーラは敗戦時に自殺、ヘンニー・アールパードはオーストリアに亡命した。また、サクヴァーリー・エミルは終身刑を言い渡され、死刑判決を受けたヘルブロント・ヴィルモスも終身刑に減刑され、サーラシら14閣僚は死刑判決を受け絞首刑に処された。

## 閣僚一覧

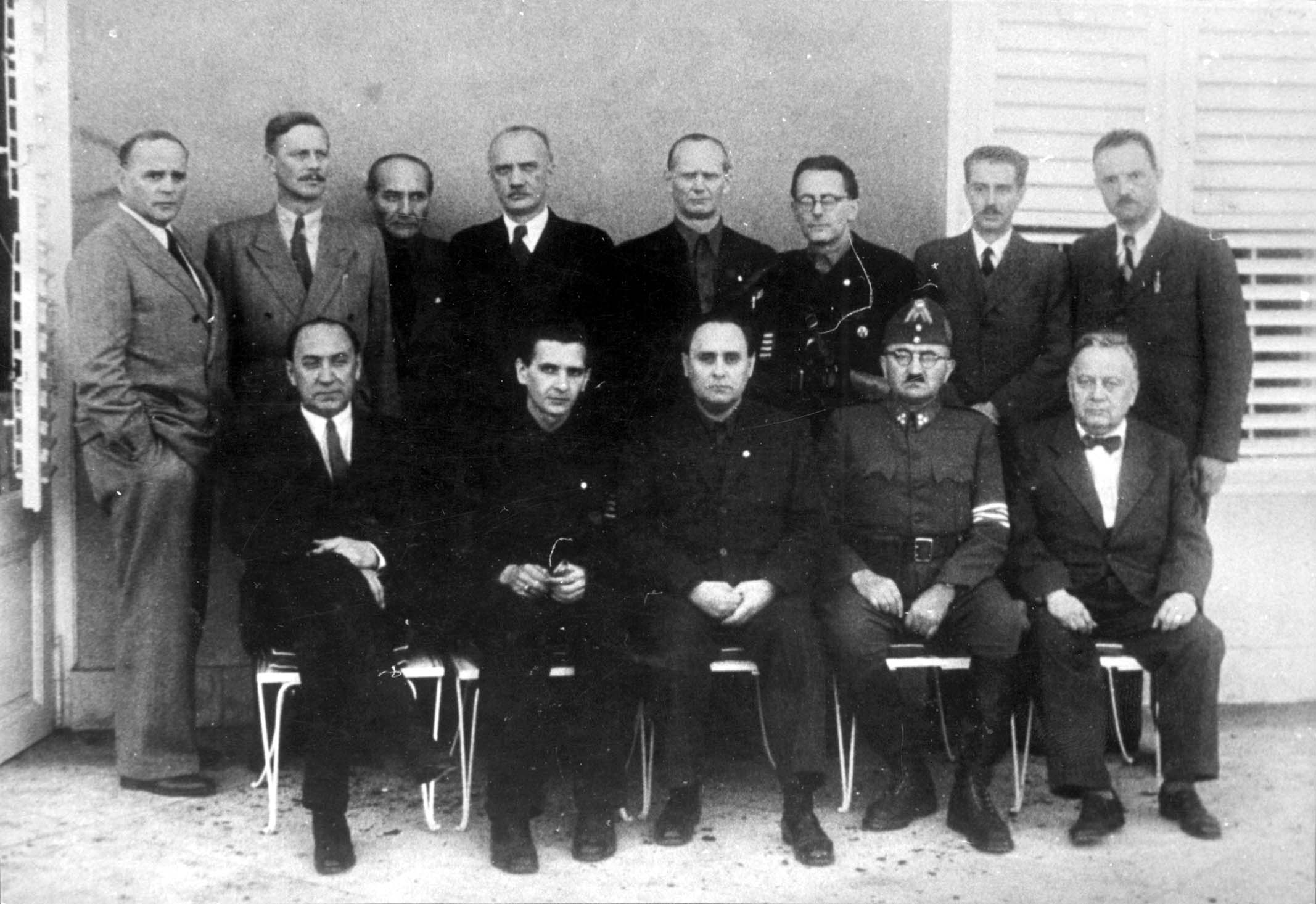
国民統一政府閣僚

- サーラシ・フェレンツ - 総統（国民指導者）・首相
- ソルーシ・イェロ（ハンガリー語版） - 副首相
- ヴァイナ・ガーボル（英語版） - 内務大臣
- ケミーニー・ガーボル（英語版） - 外務大臣
- レミーニ＝シュネレル・ラヨシュ（英語版） - 大蔵大臣
- ブディンスキ・ラースロー（英語版） - 司法大臣
- ベレグフィ・カーロイ - 国防大臣・陸軍総司令官・陸軍参謀総長
- ライニシュ・フェレンツ（英語版） - 宗教大臣・文部大臣
- パールフィ・フィデール（英語版） - 農業大臣
- サース・ラヨシュ（ハンガリー語版） - 商務運輸大臣
- サクヴァーリー・エミル（ハンガリー語版） - 産業大臣
- ユルチェク・ベーラ（英語版） - 厚生大臣
- コヴァルツ・エミル（ハンガリー語版） - 国家総動員・軍需担当大臣
- コシツェ＝シャルマイヤ・フェレンツ（ハンガリー語版） - 国民防衛・宣伝担当大臣
- ヘルブロント・ヴィルモス（英語版） - 生産継続監督担当大臣
- ヘンニー・アールパード（英語版） - 総統（国民指導者）特別補佐担当大臣